# هرم الهرمل

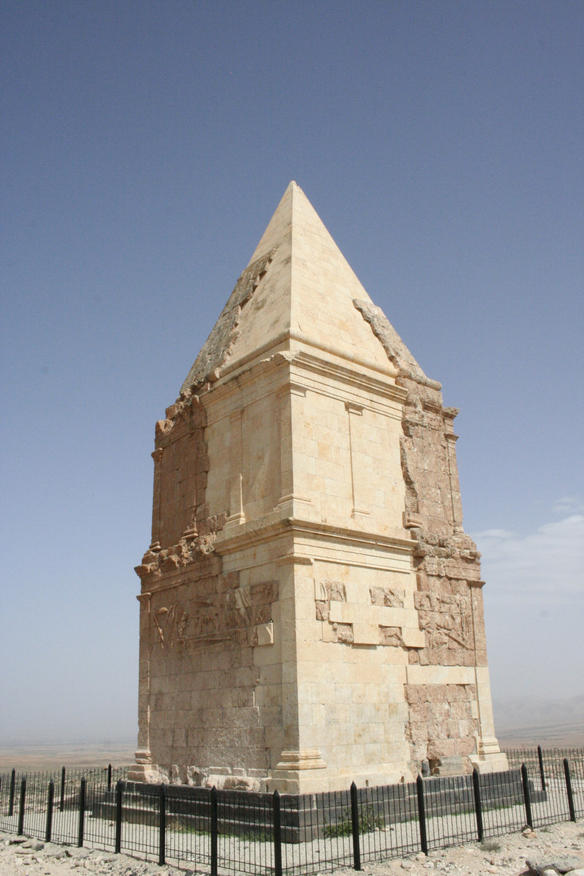
هرم الهرمل

هرم الهرمل هو موقع أثري لبناني. يقع بحوالي عشرة كلم جنوب مدينة هرمل. وهو عبارة عن هرم يرتفع 27مترا. نصب على قمة تلة في المنطقة مما يمكن مشاهدته عن بعد أميال من كل ناحية.
يرتفع الهرم حوالي 26 مترًا عن سطح الأرض، وهو كتلة واحدة لا يوجد فيها أي باب أو نافذة، ويتكون من قاعدة يبلغ ارتفاعها 1.40 مترًا، ويتكون من ثلاث طبقات من الرخام الأسود، وترتفع فوقه ثلاثة طوابق: قاع مربع ارتفاعه 7.80 متر مزين بنقوش، كل جانب محاط بأعمدة، وارتفاع مركزي مربع الشكل يبلغ 7.20 مترًا، كل جانب مزين بأربعة أعمدة متناظرة ارتفاعها 0.60 متر، والهرم العلوي بارتفاع 9.60 متر، مزين برسومات محفورة على جدرانه، وبعض النقوش التي تمثل صور ووجوه بعض الملوك، كما يرمز بعضها إلى مشاهد صيد الخنازير البرية والغزلان، مع وجود دببة تقوم بحماية صغارها. والمشترك بين كل المشاهد المنقوشة على الهرم أنها خالية من أي آثار للصيادين، حيث تم استبدالها بمعدات الصيد كالرماح والأقواس والعصي الحديدية، وغيرها من الأشياء التي يصعب تحديد هويتها، بالإضافة إلى الكلاب التي لم يجد علماء الآثار أي تفسير لها حتى الآن، مثل حل هذا الهرم.